# Buxières-lès-Villiers
Buxières-lès-Villiers is een gemeente in het Franse departement Haute-Marne (regio Grand Est) en telt 196 inwoners (1999). De plaats maakt deel uit van het arrondissement Chaumont.

## Geografie
De oppervlakte van Buxières-lès-Villiers bedraagt 4,9 km², de bevolkingsdichtheid is 40,0 inwoners per km².
De onderstaande kaart toont de ligging van Buxières-lès-Villiers met de belangrijkste infrastructuur en aangrenzende gemeenten.

## Demografie
Onderstaande figuur toont het verloop van het inwonertal (bron: INSEE-tellingen).